# Ubangui-Chari-Txad
Ubangui-Chari-Txad fou un territori colonial de França format pels actuals estats del Txad i la República Centreafricana. Va existir de l'11 de febrer de 1906 al 12 d'abril de 1916.

## Història
Els francesos van arribar al Txad el 1900 i els territoris que dominaven (que es van anar ampliant ràpidament) foren anomenats Territori Militar de les Terres i Protectorats del Txad (1900-1902) Circumscripció de les Terres i Protectorats del Txad (1902-1903), Territori Militar del Txad (1903-1906) i Territori Militar del Txad dins de la colònia de l'Ubangui-Chari-Txad (1906-1916). El territori militar del Txad fou agregat a la colònia de l'Ubangui-Chari l'11 de febrer de 1906 i es va formar la nova entitat colonial (que tot i tenir tres noms estava formada per dos territoris, ja que l'Ubangui-Chari era un sol territori).
El 15 de gener de 1910 es va constituir l'Àfrica Equatorial Francesa (AEF), una federació de colònies, entre les quals la colònia de l'Ubangui-Chari-Txad (junt amb les de Gabon i del Congo Mitjà. El 14 de maig de 1915 el territori militar del Txad va passar a ser un territori normal, i llavors la seva associació amb l'Ubangui-Chari fou dissolta el 12 d'abril de 1916. Però el territori del Txad va restar com a territori general de l'Àfrica Equatorial Francesa fins al 17 de maig de 1920 quan es va constituir en colònia separada dins de l'AEF.

## Governants
- Governs autònoms 1900-1906 (vegeu Territori de les Terres i Protectorats del Txad i Territori del Txad)
- Governs territorials militars supeditats a l'Ubangui-Chari 1906-1910 (vegeu Territori del Txad i Ubangui-Chari)
- Governs territorials militars (1915-1916 civils) supeditats a l'AEF 1910-1916 i a l'Ubangui-Chari 1910-1916 (vegeu Àfrica Equatorial Francesa i Ubangui-Chari)
- Governs territorials supeditats a l'Àfrica Equatorial Francesa 1916-1920 (vegeu Territori del Txad)